# Mixotrof
Un organism mixotrof este un organism care este capabil să se hrănească cu substanțe organice, având și capacitatea de a sintetiza substanțele organice din cele anorganice. 
Unele organisme au atât aparatul fotosintetic dezvoltat, cât și capacitatea de a consuma substanțe organice prin fagocitoză. Altele (precum bacteriile primitive) combină heterotrofia cu autotrofia: au un mecanism fotosintetic nedezvoltat, care doar fixează dioxidul de carbon, acestea fiind nevoite să preia electronii necesari fotosintezei de la o substanță reducătoare, precum amoniacul sau hidrogenul sulfurat.
Un exemplu sunt euglenele, capabile de fotosinteză în prezenta luminii, sau de hrănire heterotrofă într-un mediu bogat organic.